# Saint-Lô
Saint-Lô (wymowaⓘ) – miejscowość i gmina we Francji, w regionie Normandia, w departamencie Manche. W 2013 roku populacja gminy wynosiła 20 431 mieszkańców. Przez miejscowość przepływa rzeka Vire.
Urodził się tu dyplomata papieski abp Bernard Jacqueline.

## Współpraca
Miejscowości partnerskie:
- Saint-Ghislain, Belgia
- Tatabánya, Węgry